# Frank Charles
Frank Charles (ur. 10 marca 1908 w Barrow-in-Furness, zm. 15 lipca 1939) – brytyjski żużlowiec i szybownik.

## Życiorys
Dwukrotnie awansował do finałów indywidualnych mistrzostw świata na żużlu, w latach 1936 – V miejsce oraz 1937 – VI miejsce.
W lidze brytyjskiej startował w barwach klubów Burnley (1929), Manchester White City (1930), Leeds Lions (1931), Belle Vue Aces (1931-1934) oraz Wembley Lions (1935-1939). Sześciokrotny medalista drużynowych mistrzostw Wielkiej Brytanii: dwukrotnie złoty (1933, 1934), dwukrotnie srebrny (1936, 1937) oraz dwukrotnie brązowy (1932, 1938).
Po zakończeniu sezonu 1938 zdecydował o zakończeniu kariery żużlowej i poświęceniu się lotnictwu sportowemu. Do żużla powrócił 15 czerwca 1939, ale miesiąc później zginął w wypadku podczas zawodów szybowcowych w Camphill, niedaleko Great Hucklow.